# 大相撲令和3年11月場所
大相撲令和3年11月場所（おおずもうれいわさんねん11がつばしょ）は、2021年（令和3年）11月14日から11月28日までの15日間、福岡県福岡市博多区の福岡国際センターで開催されていた大相撲本場所である。

## 概要
新型コロナウイルス感染症（COVID-19）流行に伴い、先場所の9月場所に続いて、人数制限をかけての開催となった。令和元年11月場所以来2年ぶりに福岡で開催された。また、第69代横綱白鵬の引退後、初めての本場所となった。
11月場所に関する時系列
- 10月14日 - 日本相撲協会の芝田山広報部長は、場所に向けて全協会員が受ける予定の新型コロナウイルスのPCR検査について、28日の1度に変更すると明らかにした。当初は24日と11月4日の2度実施するとしていた。変更の理由について、仮に10月28日の検査で陽性判定を受けても、場所初日までに治療期間が取れることを挙げた[2]。
- 11月1日 - 番付発表
- 11月14日 - 西前頭13枚目・栃ノ心の休場発表。
- 11月15日 - 西十両12枚目・北青鵬の休場発表。
- 11月17日 - 西前頭13枚目・栃ノ心の出場発表。
- 11月23日 -　相撲協会の芝田山広報部長は、体調管理、感染拡大防止、行動記録の作成などを条件に、場所13日目以降力士ら協会員の外出を緩和することを発表した[3]。
- 11月28日 - 2021年1月場所千秋楽以来となる「満員御礼」[4]。

## 番付・星取表

### 幕内
| 東方         | 東方     | 東方     | 番付   | 西方     | 西方      | 西方          |
| 備考         | 成績     | 力士名   | 番付   | 力士名   | 成績      | 備考          |
| ------------ | -------- | -------- | ------ | -------- | --------- | ------------- |
| 幕内最高優勝 | 15戦全勝 | 照ノ富士 | 横綱   |          |           |               |
|              | 9勝6敗   | 正代     | 大関   | 貴景勝   | 12勝3敗   |               |
|              | 11勝4敗  | 御嶽海   | 関脇   | 明生     | 7勝8敗    |               |
|              | 5勝10敗  | 逸ノ城   | 小結   | 霧馬山   | 6勝9敗    | 新小結        |
|              | 8勝7敗   | 大栄翔   | 前頭1  | 若隆景   | 8勝7敗    |               |
|              | 5勝10敗  | 阿武咲   | 前頭2  | 隆の勝   | 11勝4敗   | 敢闘賞        |
|              | 7勝8敗   | 隠岐の海 | 前頭3  | 妙義龍   | 2勝13敗   |               |
|              | 5勝10敗  | 宝富士   | 前頭4  | 遠藤     | 8勝7敗    |               |
|              | 6勝9敗   | 髙安     | 前頭5  | 豊昇龍   | 7勝8敗    |               |
|              | 5勝10敗  | 志摩ノ海 | 前頭6  | 玉鷲     | 9勝6敗    |               |
| 技能賞       | 10勝5敗  | 宇良     | 前頭7  | 千代翔馬 | 8勝7敗    |               |
|              | 3勝12敗  | 琴恵光   | 前頭8  | 翔猿     | 7勝8敗    |               |
|              | 4勝11敗  | 碧山     | 前頭9  | 英乃海   | 8勝7敗    |               |
|              | 6勝9敗   | 千代大龍 | 前頭10 | 朝乃山   | 全休      |               |
|              | 6勝9敗   | 琴ノ若   | 前頭11 | 照強     | 7勝8敗    |               |
|              | 7勝8敗   | 石浦     | 前頭12 | 北勝富士 | 11勝4敗   |               |
|              | 7勝8敗   | 豊山     | 前頭13 | 栃ノ心   | 6勝6敗3休 |               |
|              | 5勝10敗  | 輝       | 前頭14 | 千代の国 | 9勝6敗    |               |
|              | 8勝7敗   | 千代丸   | 前頭15 | 阿炎     | 12勝3敗   | 再入幕 敢闘賞 |
| 再入幕       | 9勝6敗   | 天空海   | 前頭16 | 佐田の海 | 9勝6敗    | 再入幕        |
|              | 7勝8敗   | 魁聖     | 前頭17 | 松鳳山   | 4勝11敗   | 再入幕        |

### 十両
| 東方   | 東方    | 東方     | 番付   | 西方   | 西方       | 西方   |
| 備考   | 成績    | 力士名   | 番付   | 力士名 | 成績       | 備考   |
| ------ | ------- | -------- | ------ | ------ | ---------- | ------ |
|        | 9勝6敗  | 剣翔     | 十両1  | 若元春 | 11勝4敗    |        |
|        | 6勝9敗  | 大奄美   | 十両2  | 魁勝   | 5勝10敗    |        |
|        | 5勝10敗 | 大翔丸   | 十両3  | 武将山 | 8勝7敗     |        |
|        | 5勝10敗 | 錦富士   | 十両4  | 一山本 | 13勝2敗    |        |
|        | 4勝11敗 | 千代ノ皇 | 十両5  | 錦木   | 8勝7敗     |        |
|        | 8勝7敗  | 琴勝峰   | 十両6  | 德勝龍 | 6勝9敗     |        |
|        | 11勝4敗 | 王鵬     | 十両7  | 大翔鵬 | 7勝8敗     |        |
|        | 7勝8敗  | 翠富士   | 十両8  | 美ノ海 | 7勝8敗     |        |
|        | 8勝7敗  | 水戸龍   | 十両9  | 旭大星 | 2勝13敗    |        |
|        | 5勝10敗 | 矢後     | 十両10 | 東龍   | 9勝6敗     |        |
|        | 8勝7敗  | 炎鵬     | 十両11 | 白鷹山 | 8勝7敗     |        |
|        | 9勝6敗  | 東白龍   | 十両12 | 北青鵬 | 0勝2敗13休 |        |
| 新十両 | 10勝5敗 | 朝乃若   | 十両13 | 平戸海 | 7勝7敗1休  | 新十両 |
|        | 6勝9敗  | 旭秀鵬   | 十両14 | 荒篤山 | 11勝4敗    | 再十両 |

※ 赤文字は優勝力士の成績。

## 優勝争い
横綱・照ノ富士と大関・貴景勝が初日から8連勝で中日勝ち越し。それを一敗で関脇・御嶽海と再入幕の阿炎が追う展開となった。
10日目に貴景勝が明生に、御嶽海が宝富士に敗れ、後退。照ノ富士、阿炎はその後も連勝を続けた。
13日目に貴景勝、阿炎の1敗同士の対戦が組まれ、押し出しで阿炎が勝利。一方、照ノ富士は御嶽海を寄り切りで破り、全勝をキープした。
13日目終了時点で全勝・照ノ富士、1敗・阿炎、2敗・貴景勝となった。
14日目には、照ノ富士と阿炎の対戦が組まれ、阿炎が土俵際まで照ノ富士を追い込むも、最後は押し倒しで敗れ、千秋楽を待たずして照ノ富士の優勝が決まった。
千秋楽では、照ノ富士が貴景勝を破り、自身初の全勝優勝を果たした。

## 備考
・照ノ富士は新横綱から2場所連続の優勝となった。これは大鵬が達成して以来のことである。
・秋場所時点で年間最多勝を受賞確定させた照ノ富士は、この場所の全勝でその記録を77勝まで伸ばした。年間最多勝が70勝を超えるのは、2014年以来のことである。
・三賞は、敢闘賞に優勝争いを盛り上げた阿炎。千秋楽の勝利を条件に隆の勝が選ばれた。隆の勝は千秋楽に阿炎を破り、11勝4敗となり、敢闘賞を受賞した。
　技能賞は10勝5敗の成績と、肩透かしや足取り等、多彩な技で場所を盛り上げた宇良が自身初の三賞を受賞した。
　殊勲賞は該当者なしとなった。
・十両は、王鵬が初日から9連勝するも、その後、4連敗し失速。中日までに2敗をしていた一山本が9日目以降に連勝を続け、千秋楽、3敗で追う荒篤山が敗れたことにより、自身の取り組み前に十両優勝が決定した。一山本はその後の取り組みにも勝利し、13勝2敗となった。